# Tosylgroep

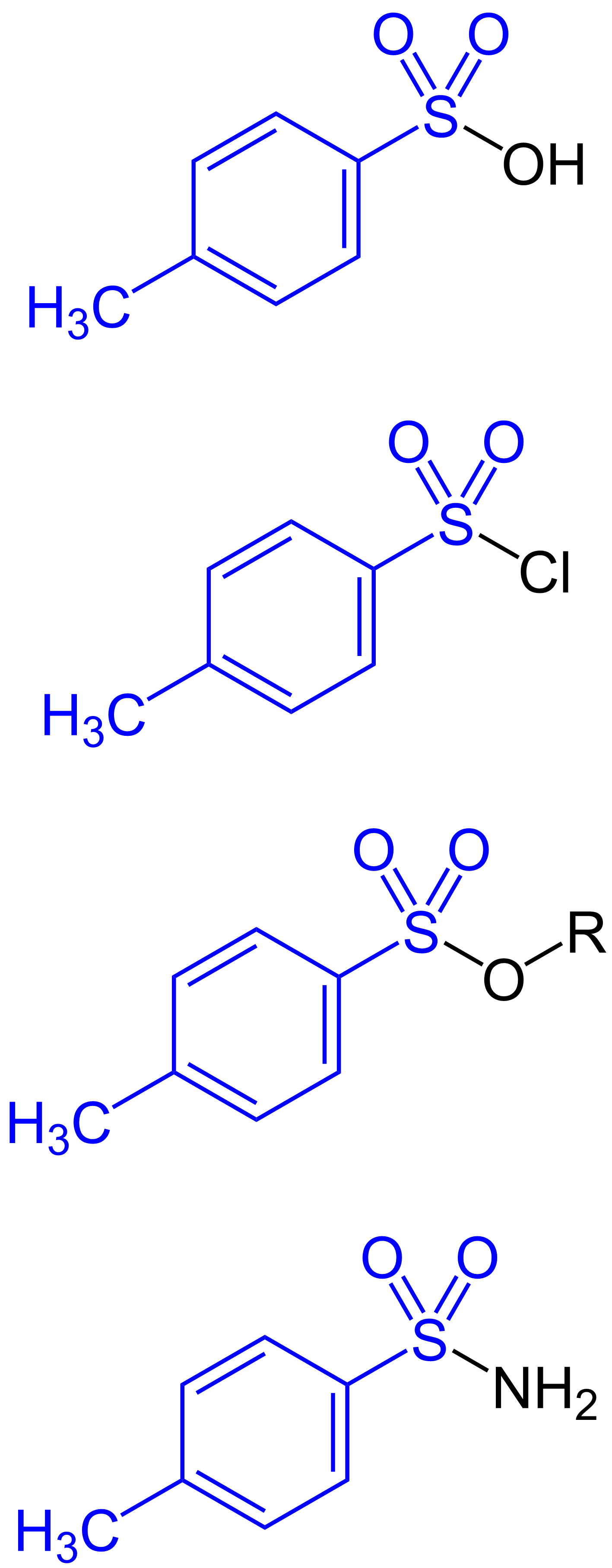
Enkele verbindingen met een tosylgroep (in blauw): van boven naar beneden p-tolueensulfonzuur, tosylchloride, een ester (tosylaat) en een amide

Een tosylaat is in de organische chemie een ester of zout van p-tolueensulfonzuur, dat ook tosylzuur wordt genoemd. Het tosylaation is het anion van p-tolueensulfonzuur, CH3-C6H4-SO3−.
Tosyl is de gebruikelijke benaming van de functionele groep p-tolueensulfonyl of CH3-C6H4-SO2. Dat is een goede leaving group in de organische chemie; ze wordt ook gebruikt als beschermende groep voor alcoholen of amines tijdens organische syntheses, om ongewenste substitutiereacties op de hydroxylgroep of aminogroep te blokkeren.
Tosylaten (esters) worden gewoonlijk bereid door de reactie van een alcohol met 4-tolueensulfonylchloride.